# Łachmany
Łachmany – kolonia w Polsce położona w województwie pomorskim, w powiecie chojnickim, w gminie Konarzyny.